# Isaac Bayley Balfour
Pour les articles homonymes, voir Bayley et Balfour (homonymie).
Isaac Bayley Balfour, né le 31 mars 1853 et mort le 30 novembre 1922, est un botaniste écossais. Il est le fils de John Hutton Balfour.

## Biographie
Il participe à l'expédition astronomique de l'observation de Vénus à l'île Rodrigues en 1874 où il en profite pour herboriser et décrire la flore locale. Il conduit ensuite une expédition à Socotra en 1880. Il est professeur royal (Regius Professor) de botanique à Glasgow de 1879 à 1885, et professeur de botanique à l'université d'Édimbourg de 1888 à 1922. Isaac Bayley Balfour est devenu membre de la Royal Society le 12 juin 1884. Il reçoit la médaille linnéenne en 1919.

## Sources
(en) The NASHTE project (Université d'Édimbourg) : Isaac Bayley Balfour